# آویلا پلیس (کالیفرنیا)
آویلا پلیس (به انگلیسی: Avila Place) یک منطقهٔ مسکونی در ایالات متحده آمریکا است که در شهرستان لاسن، کالیفرنیا واقع شده‌است. آویلا پلیس ۱٬۴۱۹ متر بالاتر از سطح دریا قرار دارد.